# Università del Maryland - College Park
La Università del Maryland - College Park (anche nota come The University of Maryland, UM, UMD o UMCP) è un'università statunitense appartenente al sistema della Università del Maryland, situata a College Park, nel Maryland. 
Venne fondata nel 1856 durante la presidenza di Franklin Pierce come  Maryland Agricultural College, e il nome rimase fino al 1916; divenne poi Maryland State College fino al 1920, anno in cui assunse l'attuale denominazione.

## Sport
Il nome delle squadre sportive universitarie, che partecipano ai campionati NCAA Division I, è Terrapins.

### Pallacanestro
La squadra di basket ha vinto la Coppa Intercontinentale 1974, sconfiggendo in finale la Pallacanestro Varese.

### Football americano
La squadra di football americano ha vinto un campionato NCAA, nel 1953.